# Plagiothecium nitens
Plagiothecium nitens är en bladmossart som beskrevs av Hugh Neville Dixon 1916. Plagiothecium nitens ingår i släktet sidenmossor, och familjen Plagiotheciaceae. Inga underarter finns listade i Catalogue of Life.